# Sarcelle grise
Anas gibberifrons
Espèce
Statut de conservation UICN

 NT A2cd+3cd+4cd : Quasi menacé
La Sarcelle grise (Anas gibberifrons) est une espèce d'oiseaux de la famille des Anatidae.
Son aire s'étend approximativement sur la moitié sud de l'Indonésie.